# جون دالتون (لاعب كرة قدم)
جون دالتون (بالإنجليزية: John Dalton)‏ (1 أبريل 1889 في الولايات المتحدة - 10 مارس 1919 في الولايات المتحدة) هو لاعب كرة قدم أمريكية ولاعب كرة قدم أمريكي في مركز راكض للخلف ‏.